# Nastavce
Nastavce es un pueblo ubicado en el territorio de Vranje, en el distrito de Pčinja, Serbia.

## Superficie
Posee una superficie de 3,499 kilómetros cuadrados.

## Demografía
Hasta 2011 la población era de 37 habitantes, con una densidad de población de 10,58 habitantes por kilómetro cuadrado.